# Billy Fellowes
William James Fellowes (15 tháng 3 năm 1910 – 1987) là một cầu thủ bóng đá người Anh thi đấu ở vị trí half back ở Football League cho Plymouth Argyle, Clapton Orient, Luton Town và Exeter City. Ông sinh ra ở Bradford.